# サンガ川
サンガ川（サンガがわ、Sangha River）は、アフリカ中部の河川。コンゴ川の支流であり、中央アフリカ、カメルーン、コンゴ共和国を流域とする。
サンガ川は北緯3度30分55秒 東経16度2分50秒 / 北緯3.51528度 東経16.04722度の地点にあるノラの町で、マンベレ川とカデイ川の二つの川が合流してサンガ川と名を変える。ここからほぼ南へと流れ、コンゴ共和国とカメルーンの国境にあるウェッソの町付近の北緯1度39分5秒 東経16度3分25秒 / 北緯1.65139度 東経16.05694度でカメルーンから流れてきたンゴコ川を合わせ、コンゴ共和国の北部を流れて、中部のキュヴェト地方のモサカの町付近の南緯1度12分45秒 東経16度49分40秒 / 南緯1.21250度 東経16.82778度座標: 南緯1度12分45秒 東経16度49分40秒 / 南緯1.21250度 東経16.82778度でコンゴ川本流と合流する。
流域にバカ・ピグミーが住んでいる。川にはディスティコドゥス科、コイ科、キタリヌス科、ヒレナマズ科（ヒゲナガヒレナマズを含む）などの魚類およびカニ、カメ、ナイルワニなどが生息しており、ラフィアヤシ、クズウコン科、マメ科、ラン科などが生える流域の広大な森林地帯にはマルミミゾウ、ゴリラ、カバ、チンパンジー、ハイエナ、ズグロキハタオリ、クロコロブス、オオセンザンコウ、ニシツバメチドリなどが生息している。サンガ川流域の3か国保護地域に属する中央アフリカのザンガ＝ンドキ国立公園、カメルーンのロベケ国立公園、コンゴ共和国のヌアバレ＝ンドキ国立公園および下流域一帯はラムサール条約登録地である。
サンガ川は全域で船の航行が通年可能であり、中央アフリカ・コンゴ共和国両国にとって貴重な交通路となっている。